# Hahnia eidmanni
Hahnia eidmanni är en spindelart som först beskrevs av Roewer 1942.  Hahnia eidmanni ingår i släktet Hahnia och familjen panflöjtsspindlar.
Artens utbredningsområde är Bioko. Inga underarter finns listade i Catalogue of Life.